# Prisojnik
Le Prisojnik ou le Prisank est une montagne des Alpes juliennes localisée au nord-ouest de la Slovénie au sud de la localité de Kranjska Gora. Son sommet culmine à 2 547 mètres d'altitude ce qui en fait une des plus grandes montagnes du pays. Le versant septentrional de la montagne fait partie du bassin de la rivière Save tandis que son versant Sud appartient au bassin du fleuve Isonzo.
La montagne, qui est située au sein du parc national du Triglav, est la septième plus haute montagne du parc après le mont Triglav (2 864 mètres), le mont Škrlatica (2 740 mètres), le mont Mangart (2 679 mètres), le mont Jalovec (2 645 mètres), le mont Razor (2 601 mètres) et le mont Kanjavec (2 568 mètres).